# Machine Gun Etiquette
Machine Gun Etiquette è il terzo album in studio del gruppo punk rock britannico The Damned, pubblicato nel 1979 dalla Chiswick Records.

## Storia
L'album è stato il primo del gruppo dopo la ri-formazione con Dave Vanian (voce), Captain Sensible (chitarra), Rat Scabies (batteria) e Algy Ward (basso). Machine Gun Etiquette sottolinea il fatto che la band diventa più sperimentale e, senza Brian James, la scrittura dei testi delle canzoni è diventata più democratica, risultandone un misto tra punk, progressive rock e stili gotici. Nel 1995, un gruppo punk revival, gli Offspring, hanno fatto una cover unendo le due versioni di Smash It Up e l'hanno pubblicata tramite un singolo dalla colonna sonora di Batman Forever.
Il disco venne stampato anche con una copertina alternativa.

## Tracce
1. Love Song - 2:21
2. Machine Gun Etiquette - 1:48
3. I Just Can't Be Happy Today - 3:42
4. Melody Lee - 2:07
5. Anti-Pope - 3:21
6. These Hands - 2:03
7. Plan 9 Channel 7 - 5:08
8. Noise, Noise, Noise - 3:10
9. Looking at You - 5:08 - (MC5 Cover)
10. Liar - 2:44
11. Smash It Up (Part I) - 1:59
12. Smash It Up (Part II) - 2:53

- In seguito ripubblicato da Ace Records con i seguenti singoli e materiale bonus sulla versione CD:

1. Ballroom Blitz - 3:30
2. Suicide - 3:14
3. Rabid (Over You) - 3:41
4. White Rabbit - 5:13

## Formazione
- Dave Vanian - voce
- Captain Sensible - chitarra
- Rat Scabies - batteria
- Algy Ward - basso